# Iván Cepeda
Iván Cepeda Castro (Bogotá, 24 de octubre de 1962) es un político y filósofo colombiano.   
Se desempeñó como representante a la Cámara entre 2010 y 2014, actualmente es senador del Pacto Histórico.
Es el vocero oficial del Movimiento de Víctimas de Crímenes de Estado (MOVICE), creado en 2003 con el fin de agrupar a los familiares de víctimas de crímenes de lesa humanidad y las organizaciones que trabajan por los derechos humanos. Su labor en el campo de los derechos humanos le hizo merecedor del Premio Medalla de la Libertad Roger Baldwin en 2007. De la misma forma, es copresidente de la Comisión de Paz del Senado de la República, defensor de derechos humanos y de la paz. En 2003, fue fundador del Movimiento de Víctimas de Crímenes de Estado (MOVICE) una de las más influyentes redes de organizaciones de víctimas en el país. 
Desde 2012, fue facilitador del proceso de conversaciones de paz entre el gobierno de Colombia y la guerrilla Fuerzas Armadas Revolucionarias de Colombia - Ejército del Pueblo (FARC-EP). Desde 2015, se desempeñó también como facilitador de los diálogos de paz entre el gobierno de Colombia y el Ejército de Liberación Nacional (ELN). Ha sido copresidente de la Comisión de paz de la Cámara de Representantes y del Senado de la República. Ha trabajado en el proceso de implementación normativa y de pedagogía social del Acuerdo de Paz entre el Gobierno y las FARC-EP. 
Entre los muchos debates de control político que ha llevado a cabo, ha realizado más de 40 de gran impacto en la opinión pública. Durante su labor parlamentaria, ha sido reconocido, como uno de los mejores congresistas según líderes de opinión. Es cofundador del movimiento ciudadano Defendamos la Paz.
Su nombre es constantemente referido en la prensa, por ser parte del Caso Uribe, que involucra al expresidente Álvaro Uribe Vélez, su abogado Diego Cadena y los testigos Juan Guillermo Monsalve.

## Biografía
Es el hijo mayor de la activista sincelejana Yira Castro y del dirigente del Partido Comunista Colombiano congresista por la Unión Patriótica Manuel Cepeda Vargas, quien fue asesinado en las calles de Bogotá el 9 de agosto de 1994 en el marco de los ataques de paramilitares contra el partido Unión Patriótica, en los cuales dos candidatos presidenciales, 8 congresistas, 13 diputados, 70 concejales, 11 alcaldes y miles de sus militantes fueron asesinados. Es sobrino de Saúl Castro quién fue condenado por la justicia colombiana por corrupción.
En 1965, cuando Iván tenía 3 años de edad, su familia fue forzada al exilio, se dirigieron hacia Praga, Checoslovaquia; en 1968 cuando las tropas del Pacto de Varsovia invadieron Checoslovaquia la familia migró hacia La Habana, Cuba. Regresaron al país en 1970.
Los inicios de Iván Cepeda como activista por los derechos humanos se remontan al año en que fue asesinado su padre; sin embargo antes había militado en organizaciones políticas como la Juventud Comunista Colombiana (JUCO), a la que se vinculó cuando tenía 13 años.
A los 19 años migró a Sofía, Bulgaria, donde estudió filosofía en la Universidad San Clemente de Ohrid de Sofía. Regresó al país en 1987, siendo consciente de las limitaciones del modelo soviético, al que criticaba por su autoritarismo, se acercó a la candidatura de Bernardo Jaramillo Ossa, que representaba una nueva izquierda distante del socialismo soviético y crítica de las prácticas de la guerrilla, sin embargo sus expectativas se vieron frustradas en 1990 con el asesinato de Jaramillo Ossa.
Cepeda se distanció del Partido Comunista Colombiano en el que militó en su adolescencia y desde 1990 se acercó al movimiento político Alianza Democrática M-19 surgido luego de la legalización del M-19. Esta nueva afiliación de Iván provocó un distanciamiento con su padre, quien siguió militando en la Unión Patriótica y el Partido Comunista. Este distanciamiento no impidió que Cepeda se empeñara en investigar la muerte de su padre ocurrida en 1994; el día siguiente al magnicidio creó junto con su esposa, Claudia Girón, la Fundación Manuel Cepeda para esclarecer el crimen.
En su trabajo como activista, constituyó el Movimiento Nacional por las Víctimas, conformado por 17 organizaciones que buscaban aclarar crímenes ocurridos en las décadas de 1980 y 1990. A raíz de estas acciones Cepeda fue víctima de nuevas amenazas en su contra y se exilió en Francia desde el año 2000, allí recibió el título de Magíster en Derechos Humanos de la Universidad de Lyon; regresó a Colombia en el año 2003 para reemprender su tarea en defensa de las víctimas de los paramilitares y de miembros del Estado.
En 2003, junto a otros líderes de derechos humanos, contribuyó a la creación del Movimiento Nacional de Víctimas de Crímenes de Estado (MOVICE), que reúne a víctimas del terrorismo de Estado a fin de descubrir, denunciar y erradicar las prácticas criminales del Estado colombiano. Desde este movimiento Cepeda promovió la marcha conocida como "Homenaje a las víctimas del paramilitarismo, la parapolítica y los crímenes de Estado" que se realizó el 6 de marzo de 2008. A raíz de esta actividad Cepeda adquirió gran visibilidad pública y debido a sus posiciones críticas al gobierno de Álvaro Uribe, que plasmó en su libro A las puertas de El Ubérrimo en coautoría con Jorge Rojas, ha protagonizado varias polémicas con funcionarios de dicha administración y con el propio expresidente.

### Representante a la Cámara
En 2009 decidió incursionar en la política electoral postulando su nombre a la Cámara de Representantes en las elecciones legislativas de 2010 en representación del Polo Democrático Alternativo. Resultó elegido con más de 35.000 votos, convirtiéndose en el quinto candidato con mayor votación y el segundo más votado del Polo Democrático, detrás de Germán Navas Talero.
En la Cámara, Iván Cepeda ha adelantado numerosos debates de control político sobre asuntos como el proceso de despojo de tierras, la situación del sistema penitenciario, la violencia sexual contra las mujeres en el conflicto armado, el proceso de desmovilización y las nuevas estructuras paramilitares en Colombia. El 11 de abril de 2012, realizó un debate sobre la hacienda Guacharacas (propiedad de los hermanos Uribe Vélez) y el surgimiento de grupos paramilitares en esa propiedad a mediados de la década de 1990; período en el que era gobernador de Antioquia Álvaro Uribe Vélez. El 29 de abril de 2012, presentó el libro Víctor Carranza, alias 'El Patrón', escrito con el sacerdote jesuita Javier Giraldo.

### Senador
En las elecciones de 2014, Cepeda obtuvo un total de 84.126 votos y resultó elegido senador de la República en representación del Polo Democrático Alternativo; tomó posesión de su cargo el 20 de julio de 2014.
En las elecciones de 2018, Iván Cepeda obtuvo un total de 77.842 votos y resultó nuevamente elegido senador de la República en representación del Polo Democrático Alternativo; tomó posesión de su cargo el 20 de julio de 2018.

### Enfermedad
El 27 de marzo de 2018 Cepeda reveló que padece cáncer de colon en una fase temprana de la enfermedad, que fue intervenido quirúrgicamente y que pidió incapacidad médica mientras se recupera.

## Caso Uribe
Iván Cepeda es uno de los principales involucrados en el Caso Uribe, nombre con el que la prensa ha bautizado el que tal vez sea el proceso judicial más polémico e importante de la historia reciente de Colombia.
Desde 2012, ha sido primero acusado y luego reconocido como víctima en un proceso que involucra al expresidente y exsenador Álvaro Uribe Vélez, su abogado Diego Cadena, Enrique Pardo Hasche, Juan Guillermo Monsave entre otros. En este proceso que cuestiona la participación o no del expresidente en la creación de grupos paramilitares en Colombia, Uribe fue hallado responsable en primera instancia en julio de 2025 de los delitos de soborno y fraude procesal, y condenado a 12 años de prisión.
Durante el juicio la defensa de Uribe intentó desvirtuar las acusaciones señalando presuntos aportes económicos realizados a la familia del testigo Juan Guillermo Monsalve, por medio de la Fundación Comité de Solidaridad con los Presos Políticos. Alegato que no prosperó ya que había sido previamente aclarado ante la Corte Suprema de Justicia.

## Fundación Manuel Cepeda Vargas
El 10 de agosto de 1994, un día después del asesinato de su padre Manuel Cepeda Vargas, Iván Cepeda creó, en compañía de su exesposa Claudia Giron, la Fundación Manuel Cepeda Vargas en memoria del dirigente de la Unión Patriótica. Entre sus objetivos y fines está investigar la muerte de Manuel Cepeda Vargas, trabajar en temas de paz, justicia social y cultura, así como promover la construcción de memoria histórica por medio de instrumentos pedagógicos, eventos en espacios públicos y obras artísticas a fin de preservar la verdad sobre los crímenes de lesa humanidad, construir tejido social, enfrentar la impunidad y promover los derechos humanos.
La Fundación Manuel Cepeda Vargas ha realizado importantes acompañamientos a víctimas de las amenazas por parte de las autodefensas en San Onofre, Sucre, a víctimas del invierno en Barranquilla en la zona adyacente al Canal del Dique y a desplazados por la violencia de la Hacienda Las Pavas (Sur de Bolívar).

### Proceso por las víctimas de la Unión Patriótica
En marzo de 1997 la Comisión Interamericana de Derechos Humanos declaró admisible la denuncia presentada en diciembre de 1993 por la Corporación Reiniciar, la Comisión Colombiana de Juristas y el Colectivo de Abogados José Alvear Restrepo, contra el Estado colombiano por la persecución de miembros de la Unión Patriótica. En mayo de 2005 el Colectivo de Abogados y la Fundación Manuel Cepeda Vargas, dirigida por Iván Cepeda, solicitaron a la Comisión Interamericana realizar un trámite separado para el asesinato de Manuel Cepeda, dicha solicitud fue aprobada en diciembre del mismo año.
La Comisión Interamericana de Derechos Humanos, considerando que el Estado colombiano no había actuado con diligencia en la investigación y sanción de los responsables del magnicidio, que había obstruido la justicia, que no había reparado adecuadamente a los familiares del asesinado líder y que presuntamente el asesinato fue perpetrado mediante la coordinación de miembros del Ejército con grupos paramilitares, decidió someter el caso ante la Corte Interamericana de Derechos Humanos.

La Comisión solicitó a la Corte que declare al Estado responsable por la violación de los derechos a la vida, integridad personal, garantías judiciales, protección 
de la honra y de la dignidad, libertad  de pensamiento y expresión, libertad de asociación, derechos políticos y protección judicial.
Corte Interamericana de Derechos Humanos

Tras escuchar a las partes, la Corte Interamericana emitió su sentencia el 26 de mayo de 2010; en ella el Estado colombiano fue condenado, entre otros aspectos, por la participación de sus agentes en el asesinato del líder de la Unión Patriótica. La Corte exigió al Estado reconocer su culpabilidad en un acto público, producir un documental sobre la vida de Manuel Cepeda, hacer una publicación escrita sobre el asesinado senador, otorgar una indemnización económica a los familiares de la víctima, entre otros.
El acto público de reconocimiento de la culpabilidad del Estado se realizó en sesión solemne de las dos cámaras del Congreso de la República el 9 de agosto de 2011, día en que se cumplían 17 años desde el asesinato del senador de la UP. Germán Vargas Lleras, quien para entonces se desempeñaba como ministro del Interior, en nombre del Estado, reconoció que el asesinato "fue cometido por agentes del Estado en complicidad con paramilitares y que la justicia colombiana fue incapaz de encontrar y juzgar a los responsables de este crimen" y pidió perdón a la familia de Cepeda. Esta fue la primera vez que el Estado reconoce su responsabilidad en el asesinato de un dirigente político.
Con relación a la indemnización económica Iván Cepeda declaró que entregaría el dinero a un fondo que busca garantizar la educación de los familiares de las víctimas de la persecución contra la Unión Patriótica.

## Obras literarias
Además de su carrera como político, Cepeda ha escrito varios libros en los que aborda, principalmente, el fenómeno del paramilitarismo en Colombia.

### A las puertas de El Ubérrimo
En diciembre de 2008 Iván Cepeda, en coautoría con el defensor de derechos humanos y director de la Consultoría para los Derechos Humanos y el Desplazamiento CODHES, Jorge Rojas, publicó el libro titulado A las puertas de El Ubérrimo, bajo la editorial Random House Mondadori. En el libro se plantea que la finca "El Ubérrimo" propiedad del expresidente Álvaro Uribe, ubicada en Córdoba, se encuentra en un área en la que se dio el ascenso del paramilitarismo y la parapolítica y se sugiere que tal hecho no pudo haber ocurrido a espaldas de Uribe.

### Víctor Carranza, alias ´El Patrón´
En 2012, Iván Cepeda y el sacerdote Javier Giraldo  publicaron en la Editorial Random House Mondadori un libro sobre la vida y el prontuario jurídico de Víctor Carranza 'El Patrón', como se le conoce en el mundo criminal, fue uno de los fundadores del paramilitarismo en Colombia, monopolizó el negocio de las esmeraldas y ha sido acusado de narcotráfico. Asimismo, Carranza fue uno de los hombres más poderosos de Colombia y aliado de presidentes, ministros y de las familias más influyentes del país. Cepeda y Giraldo dedicaron este libro a las víctimas del paramilitarismo y de la criminalidad de Estado.

### Otras obras
- Procesos de inculturación: problemas y conceptos de la apropiación de algunas corrientes del pensamiento social contemporáneo en Colombia. (1998).[22]
- Con Claudia Girón Ortíz. Duelo, memoria, reparación. (1998).[23]
- Con Alirio Uribe Muñoz. Por las sendas del Ubérrimo.(2014).[24]
- Con Maribel Wolf. Regresan siempre en primavera: Colombia, luz y sombra de un proceso hacia la paz. (2005).[25]
- Con Felipe Tascón Recio. Álvaro Uribe y la derecha transnacional. (2015).[26]